# 心臓超音波検査

心臓弁の超音波検査画像（カラードプラー法）

心臓超音波検査（しんぞうちょうおんぱけんさ）は、超音波検査の一つであり、心臓を観測する。「心エコー」（しんエコー）とも呼ばれる。体の様々な部分の超音波検査の中でも、心臓超音波検査は特に専門的な知識が必要である。

## 心臓超音波検査でわかること
心臓機能の測定。
心筋梗塞、心臓弁膜症、収縮機能障害型の心不全、各種の心筋症、心内膜炎、心外膜炎、心タンポナーデ、心臓腫瘍、先天性心疾患の一部の診断。
肺高血圧症の間接的な診断。
熟練者が行うと、冠動脈の血流を評価し狭心症の一部の間接的な診断も行うことができる。
2D心エコー検査と3D心エコー検査があり、それぞれ機能に特徴がある。

## 副作用
レントゲン検査やコンピューター断層検査(CT)といったX線を使用する検査と異なり、人体に対する悪影響は報告されていない。

## 断面像
よく描出できないときは左側臥位にしたり、あるいは十分に息を吐いてもらうと、肺のアーティファクトが消失し、見やすくなる。一般内科として扱う疾患や救急医療においては大量の心嚢水、著明な右心負荷（右心室の左心室圧排像）、明らかな壁の異常運動が描出できれば初期対応としては十分なことが多い。腹部の超音波プローブでもある程度は描出可能である。その場合はプローブの長軸が体の長径に一致するようにプローブを当て、胸骨左縁長軸像を描出するようにしてはじめると分かりやすい。

胸骨左縁長軸像
プローブを第3または第4肋間に置き、左心室長軸方向にビームを向ける。心室中隔（IVS）、僧帽弁、大動脈弁が見える。基本的な像である。Mモード図もこの像で記録する。
胸骨左縁短軸像
胸骨左縁長軸像から90度方向回転させる。左心室が円形に描出されれば正しく操作できている。高さによって上から大動脈弁レベル、僧帽弁レベル、乳頭筋レベルに分かれる。
心尖部四腔像

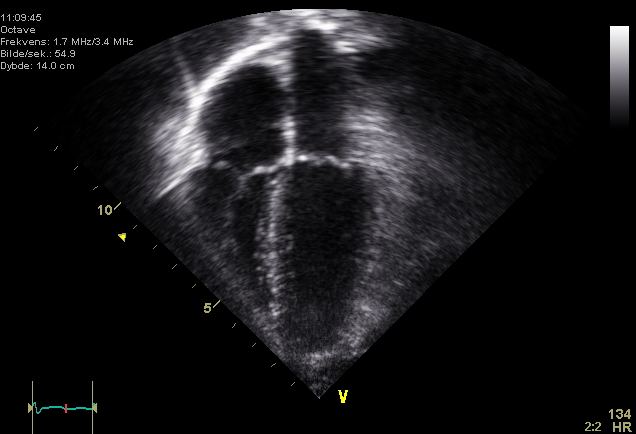
四腔断面

心尖拍動を探し、そこから少し左下にずらすと見えてくる像である。正しく操作すれば右心室が左側に一番大きな腔として見えてくる。その奥が右心室である。
心尖部二腔像
四腔像の位置で探触子を90度反時計回りに回転させると、左心房と左心室のみが描出される。上行大動脈、右心房は描出されない。心臓カテーテル検査のRAOviewに相当する。左心室前壁の心尖部付近はこの像でしか見えない。
心尖部三腔像
二腔像よりさらに少し反時計周りに回転させると、大動脈弁と上行大動脈が描出される。心室中隔の心尖部をみるのに適している。また、ドプラ（ドプラー、ドップラー）法では僧帽弁口や大動脈弁口、左室流出路をみるのに適している。

## 測定値

### Mモードの測定値

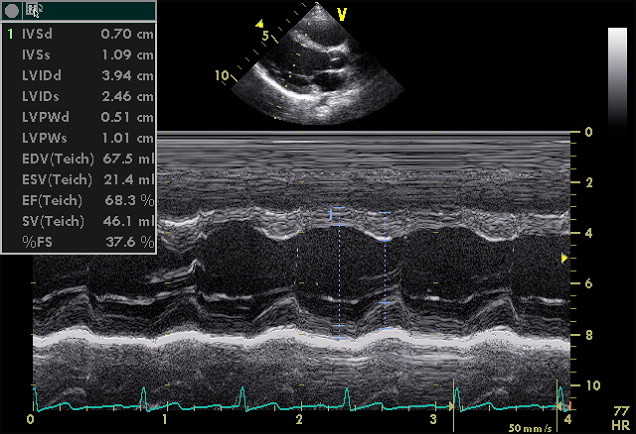
胸骨左縁長軸の僧帽弁レベルでのMモード心エコー

Mモード法はビーム上にある心臓内の構造物の動きを横軸に時間をとって記録するものである。Mモードでは胸骨左縁長軸像では、大動脈弁レベル、僧帽弁レベルおよび左室レベルで記録される。
AoD（大動脈径）
35mm以上であると大動脈の拡大が考えられる。
LAD（左房径）
心室収縮末期、即ち最大となるところで測定する。42mm以上で左房拡大と診断する。正常では大動脈径と左房径は殆ど等しい。
LVDd（左室拡張末期径）
心電図上Q波が見られる部位を左室拡張期とし計算する。55mm以上で左室拡大とする。斜めに測定してしまえば大きくなるのは当然であり、同部位で胸骨左縁短軸像をチェックし左室が円形に描出されるか確認し測定する。
LVDs（左室収縮末期径）
心室中隔の収縮末期で計測する。
IVS（心室中隔厚）
心電図のQ波の位置で測定する。8mmから12mmが正常範囲である。
PW（心室後壁厚）
IVSと同様に測定する。8mmから12mmが正常範囲である。
FS（左室内径短縮率）
（LVDd－LVDs）/LVDd×100で計算される。28％以上が正常である。
EF(左室駆出率)
55～80％が正常範囲と考えられている。最も多用される心機能の指標である。これとBNPが30未満ならばほぼ心不全はないと考えられている。
IVC（下大静脈径）
右房負荷の指標である。23mm以上が拡大と考えられている。正常は吸気時に40mm～100mmの減少を認めるが右房負荷時は40％以下の変動しか認めない。

### ドプラ法の測定値
左室拡張能の評価
左室流入血流速波形の解析で行う。E波（拡張早期波）とA波（心房収縮期波）とDTによって評価する。E/A＞1、DTが150～250msecならば正常である。E/A＜1、DTが250msec以上ならば弛緩障害、E/A＞2、DTが150msec未満ならば拘束型である。拘束型は左房圧が20mmHg以上を示唆している。
E/E'（イーオーバーイープライム）
E波と組織ドップラーを用いた弁輪速度E'の比が高いと心不全が疑われる。
TEI index
近年注目されている新しい心機能の指標であり、0.47以上で心不全を示唆する。

### その他
心嚢水の貯留
心臓内血栓

## 有名な所見
- 僧帽弁	
  - 弁後退速度（DDR）低下	僧帽弁狭窄症
  - 収縮期前方運動（SAM）	肥大型閉塞性心筋症
  - 僧帽弁前尖の細動（fluttering）	大動脈弁閉鎖不全
  - 僧帽弁の収縮期背方運動	僧帽弁逸脱症候群
- 大動脈弁	
  - 大動脈弁の収縮中期半閉鎖	肥大型閉塞性心筋症
- 心室中隔	
  - 心室中隔の奇異運動	心房中隔欠損症
  - ASH（非対称性中隔肥大）	肥大型心筋症
- 左室壁運動	
  - 収縮期壁厚増大	心筋梗塞
  - 局所壁運動	心筋梗塞、虚血性心疾患
- その他
  - エコーフリースペース	心嚢液貯留

## 心疾患の画像集

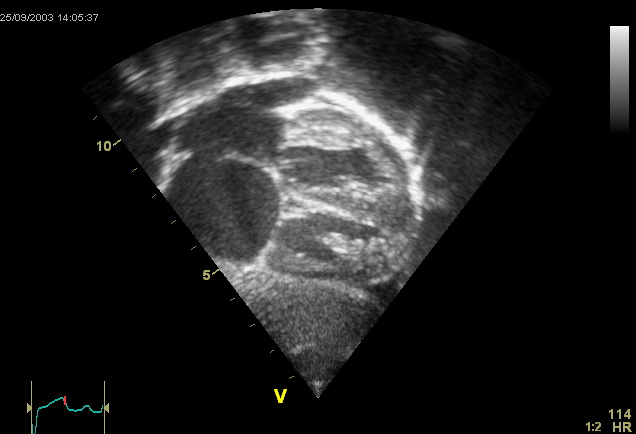
心房中隔欠損
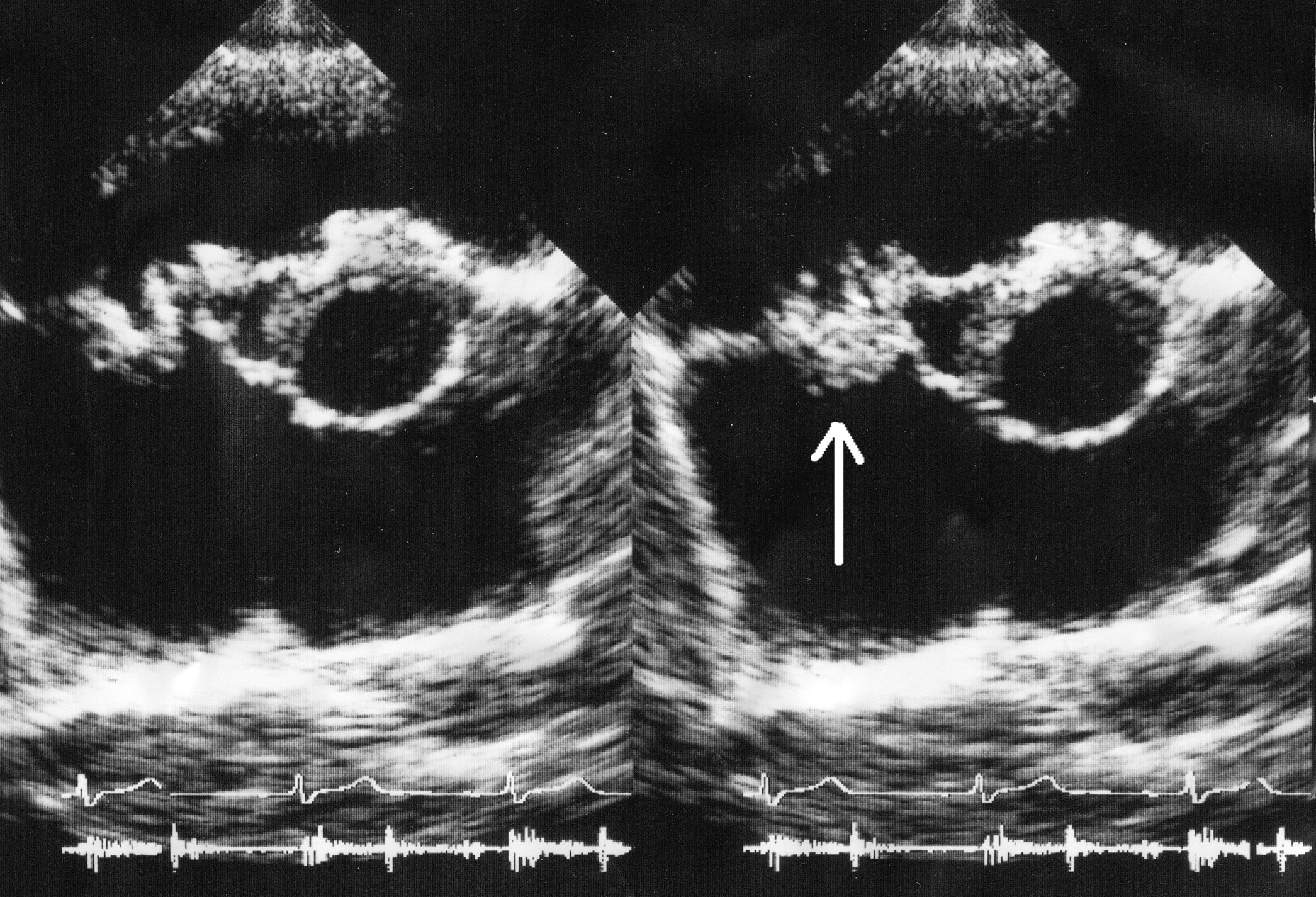
心内膜炎
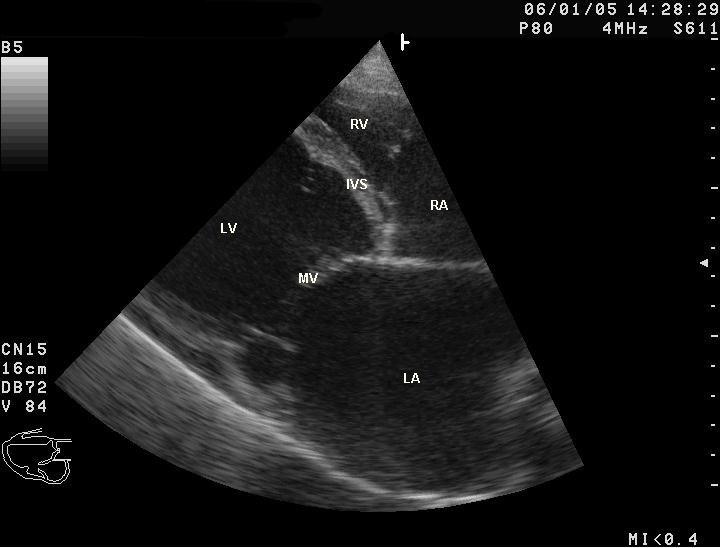
拡張型心筋症
閉塞性肥大型心筋症
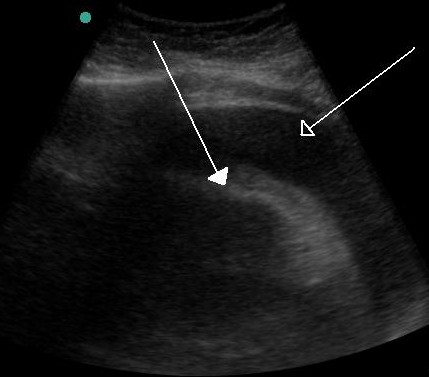
心タンポナーデ